# Principi hologràfic
El principi hologràfic és una propietat de les teories de cordes i una suposada propietat de la gravitació quàntica que estableix que la descripció d'un volum d'espai pot ser codificada en un límit de dimensió inferior a la regió, com ara un límit de llum pot expressar horitzó gravitatori. Dit altrament, estipula que tota la informació continguda en un volum d'espai pot ser representada per una teoria que resideixi al límit o superfície d'aquesta regió. Es va proposar per Gerardus 't Hooft i va ser millorat i promogut per Leonard Susskind. El principi hologràfic també indica que com a màxim hi ha un grau de llibertat (o d'1 constant de Boltzmann k unitat d'entropia màxima) per a cada una de les quatre àrees de Planck en eixa teoria.

## Raons del principi hologràfic
Donada qualsevol regió finita i compacta de l'espai (per exemple una esfera), eixa regió contindrà la matèria i l'energia dins d'ella. Si l'energia sobrepassa una densitat crítica, llavors la regió s'enfonsa en un forat negre. Tot forat negre es coneix teòricament per tenir una entropia que és directament proporcional a la superfície de l'àrea del seu horitzó. Els forats negres són objectes d'entropia màxima, de manera que l'entropia continguda en una regió donada de l'espai no pot ser més gran que l'entropia del forat negre més gran que pot cabre en eixe volum. Un horitzó del forat negre inclou un volum, i forats negres més massius tenen horitzons més grans i inclouen volums més grans. El forat negre més massiu que pot cabre en una regió donada és aquell quin horitzó correspon exactament al límit de la regió donada. Major massa exigix major entropia. Per tant, el límit màxim d'entropia per a qualsevol regió ordinària de l'espai és directament proporcional a la superfície de l'àrea de la regió, no al seu volum. Açò no és intuïtiu per als físics perquè l'entropia és una variable extensiva, sent directament proporcionals a la massa, que és proporcional al volum (tota la resta és igual, inclosa la densitat de la massa). Si l'entropia d'una massa ordinària (no sols forats negres) és també proporcional a l'àrea, llavors això implica que el volum en si mateix és d'alguna manera il·lusori: que la massa ocupa àrea, no volum, i així que l'univers és realment un holograma que és isomorf a la informació continguda en els seus límits.

## Límit de densitat informativa
L'entropia, si és considerada com a informació, es pot mesurar en última instància en bits. La quantitat total de bits es relaciona amb els graus de llibertat totals de la matèria/energia. Els bits mateixos codificarien la informació sobre els estats que eixa matèria/energia està ocupant. En un volum donat, hi ha un límit superior a la densitat de la informació sobre el lloc de totes les partícules que componguen la matèria en eixe volum. Suggerint que la matèria en si mateixa no es pot subdividir infinites vegades; ha d'haver-hi un últim nivell de partícules fonamentals, és a dir, sent una partícula integrada per subpartícules, llavors els graus de llibertat de la partícula serien el producte de tots els graus de llibertat dels seus subpartícules. Si aquestes subpartícules també estan dividides en subpartícules, i així successivament indefinidament, llavors els graus de llibertat de la partícula original han de ser infinits, violant el límit màxim de la densitat de l'entropia. El principi hologràfic implica així que les subdivisions s'han d'aturar a un cert nivell, i que la partícula fonamental és un bit (1 o 0) d'informació. La realització més rigorosa del principi hologràfic és la correspondència AdS/CFT del físic argentí Juan Maldacena.

## Variacions del principi hologràfic
Hi ha variacions del principi hologràfic conegut com els principis hologràfics forts i dèbils.